# スメルズ ライク グリーン スピリット
『スメルズ ライク グリーン スピリット』は、永井三郎による日本の漫画作品。『COMIC BOXジュニア』（ふゅーじょんぷろだくと）にてVol.193（2011年8月13日発売）より連載を開始、同誌がリニューアルした『COMIC Be』Vol.12（2013年2月13日発売）まで連載された。
柳田を主人公としたスピンオフ『深潭回廊』（しんたんかいろう）がアンソロジー誌『Baby』（同社）にてVol.03r（2014年2月24日発売）からVol.06r（2014年8月23日発売）まで連載されたのち、『COMIC Be』（同社）にてVol.78（2019年8月10日発売）より連載中。
2024年9月より、毎日放送にてテレビドラマが放送され、2025年6月には「劇場版 スメルズ ライク グリーン スピリット」が公開される。

## 書誌情報
- 永井三郎 『スメルズ ライク グリーン スピリット』 ふゅーじょんぷろだくと〈Beコミックス〉、全2巻
  - 「SIDE A」 2012年5月24日発売[9]、ISBN 978-4-89393-748-3
  - 「SIDE B」 2013年4月24日発売[10]、ISBN 978-4-89393-806-0
- 永井三郎 『深潭回廊』 ふゅーじょんぷろだくと〈Beコミックス〉、既刊6巻（2025年3月24日現在）
  1. 2020年2月22日発売[11]、ISBN 978-4-86589-602-2
  2. 2021年2月24日発売[12]、ISBN 978-4-86589-639-8
  3. 2023年3月24日発売[13]、ISBN 978-4-86589-684-8
  4. 2023年3月24日発売[14]、ISBN 978-4-86589-724-1
  5. 2024年3月24日発売[15]、ISBN 978-4-86589-772-2
  6. 2025年3月24日発売[16]、ISBN 978-4-86589-831-6

## テレビドラマ
2024年9月20日（19日深夜）から11月8日（7日深夜）まで毎日放送の「ドラマフィル」枠で放送された。主演は荒木飛羽。
またオリジナルエピソードを加えて再編集した「劇場版 スメルズ ライク グリーン スピリット」が2025年6月に公開される。

### キャスト

#### 主要人物
三島フトシ（みしま フトシ）
演 - 荒木飛羽
主人公。
桐野マコト（きりの マコト）
演 - 曽野舜太
三島をいじめるグループのリーダー。
夢野太郎（ゆめの たろう）
演 - 藤本洸大
バスケ部に所属するクラスのムードメーカーだが三島に強く当たってしまう。
柳田（やなぎだ）
演 - 阿部顕嵐
社会科教師。都会から閉鎖的なド田舎に転任してきた。
三島香葉（みしま かよ）
演 - 酒井若菜
フトシの母親でシングルマザー。
江戸川敏彦（えどかわ としひこ）
演 - 加治将樹
バスケ部の顧問で熱血教師。
沢田綾子（さわだ あやこ）
演 - 金井美樹
英語教師。
藤井凛花（ふじい りんか）
演 - 片田陽依
クラスメートの女の子。

### スタッフ
- 原作 - 永井三郎（コミックBe『スメルズ ライク グリーン スピリット』 / ふゅーじょんぷろだくと 刊）[7]
- 監督 - 澤田育子[7]
- 脚本 - 新井友香[7]
- 音楽 - 中村中
- エンディングテーマ - Lead「There for you」（PONY CANYON INC.）[19]
- キービジュアル撮影 - 枝優花
- インティマシーコーディネーター - 西山ももこ
- 制作プロダクション - スタジオブルー[7]
- 企画製作 - ポニーキャニオン
- 製作 - 「スメルズ ライク グリーン スピリット」製作委員会、毎日放送[7]

### 放送日程
| 話数   | 放送日   |
| ------ | -------- |
| 第1話  | 09月20日 |
| 第2話  | 09月27日 |
| 第3話  | 10月04日 |
| 第4話  | 10月11日 |
| 第5話  | 10月18日 |
| 第6話  | 10月25日 |
| 第7話  | 11月01日 |
| 最終話 | 11月08日 |

### 放送局
| 放送期間                 | 放送時間                     | 放送局       | 対象地域   | 備考           |
| ------------------------ | ---------------------------- | ------------ | ---------- | -------------- |
| 2024年9月20日 - 11月8日  | 金曜 1:00 - 1:30（木曜深夜） | テレビ神奈川 | 神奈川県   | 29分先行放送。 |
|                          | 金曜 1:29 - 1:59（木曜深夜） | 毎日放送     | 近畿広域圏 | 製作局         |
| 2024年9月24日 - 11月12日 | 火曜 0:00 - 0:30（月曜深夜） | テレビ埼玉   | 埼玉県     |                |
| 2024年9月25日 - 11月13日 | 水曜 0:30 - 1:00（火曜深夜） | 群馬テレビ   | 群馬県     |                |
| 2024年9月26日 - 11月14日 | 木曜 1:00 - 1:30（水曜深夜） | とちぎテレビ | 栃木県     |                |
|                          | 木曜 23:00 - 23:30           | 千葉テレビ   | 千葉県     |                |

| 毎日放送 ドラマフィル        | 毎日放送 ドラマフィル               | 毎日放送 ドラマフィル                              |
| 前番組                       | 番組名                              | 次番組                                             |
| ---------------------------- | ----------------------------------- | -------------------------------------------------- |
| 三ツ矢先生の計画的な餌付け。 | スメルズ ライク グリーン スピリット | ラブライブ! スクールアイドルミュージカル the DRAMA |